# Burg Okayama
Die Burg Okayama (jap. 岡山城, Okayama-jō) ist eine Burg in der Stadt Okayama in Japan. Wegen ihrer schwarzen Farbe ist sie als „Krähenburg“, oder figürlich auch als „Rabenschwarze Burg“ (烏城, Ujō) bekannt.

## Geschichte
- Ein Vorläufer dieser Burg entstand in der Bürgerkriegszeit auf dem Hügel Ishiyama durch Ukita Naoie (宇喜多直家; 1529–1582), ein Warlord aus der Bürgerkriegszeit, der sich in der Gegend des heutigen Okayama als Daimyo etablierte.
- Sein Sohn, Ukita Hideie (1572–1655), errichtete auf Anweisung von Toyotomi Hideyoshi, dessen Vasall er war, auf dem benachbarten Hügel Okayama seine Burg, die damals noch lediglich aus dem Hauptturm und dem innersten Wall bestand, und aus dieser Burg entwickelte sich die heutige Burganlage. Der Hauptturm soll 1597 fertiggestellt worden sein. Hideies Verhältnis zu Toyotomi Hideyoshi war sehr eng, er war mit Hideyoshis Adoptivtochter verheiratet, und letzterer wählte ihn als Mitglied des Rats der fünf Regenten (Go-tairō) aus, um das Land nach seinem Tod für seinen minderjährigen Sohn Hideyori zu regieren. Das Lehen Okayama war mit 574.000 Koku großzügig ausgestattet, aber dann gehörte Hideie zu den Verlierern der Schlacht von Sekigahara. In dieser Schlacht spielte Ukita Hideie gewissermaßen eine tragische Rolle: Eigentlich hätte er gewinnen können. Doch seine Verbündeten hatten insgeheim eine Abmachung mit der Gegenseite getroffen und ließen ihn im Stich, schließlich wandten sie sich sogar gegen ihn. Dieser Verrat war ein entscheidender Faktor für den Sieg der Ostarmee. Ukita Hideie, der mit heiler Haut der Schlacht entrinnen konnte und sich zunächst ein paar Jahre versteckt hielt, wurde nach seiner Ergreifung 1603 auf die ferne Vulkaninsel Hachijō-jima verbannt.
- 1600 fiel das Lehen (500.000 Koku) und damit die Burg an Kobayakawa Hideaki (1577–1602). Auch er spielte eine wichtige Rolle als einer der Generäle der Westallianz in der Schlacht von Sekigahara, und er war einer der Anführer, die Ukita Hideie im Stich gelassen lassen und so den Sieg der Ostarmee ermöglicht hatten. Tokugawa Ieyasu war bewusst, dass dieses Überlaufen ein ganz wesentlicher Faktor für seinen Sieg gewesen war, und er honorierte dies: Als Belohnung für sein Überlaufen zur erfolgreichen Seite bekam Kobayakawa Hideaki die Burg Okayama und die umliegenden Gebiete von Ukita Hideie als Lehen. Er baute die Burg massiv aus, wobei die zentralen Wallanlagen ausgeweitet wurden. Allerdings starb er schon nach zwei Jahren. Seine größte Leistung war der Bau des äußeren Wassergrabens (Soto-bori) von 1,6 km Länge in kürzester Zeit.
- 1602 übernahm Ikeda Tadatsugu (池田忠継; 1599–1615) aus der Himeji-Linie das Lehen. Die Familie Ikeda war mit den Tokugawa verwandtschaftlich verbunden, denn Tokugawa Ieyasu hatte seine Tochter Tokuhime an Ikeda Terumasa verheiratet. Sie gehörten zu den Tozama-Daimyos, also zu denen, die erst nach Sekigahara Vasallen wurden. Dennoch galten die Ikeda als vertrauenswürdig genug, um ihnen diese wichtige Burg an der strategisch wichtigen Position an der Straße Sanyōdō anzuvertrauen. Der neue Lehensinhaber von Okayama war also Ieyasus Enkel. Anfangs war das Lehen Okayama mit 280.000 Koku dotiert, 1613 wurde das auf 380.000 Koku erhöht.  Nach Ikeda Tadatsugu folgte sein jüngerer Bruder, Ikeda Tadakatsu (lebte 1609–1682, regierte 1615–1632), und das Lehen wurde mit der Nachfolge auf 315.000 Koku gestuft, und dabei blieb es bis zum Ende der Edo-Zeit. Später kam es während der Kan’ei-Ära zu einem Lehenstausch: 1632 wechselte Ikeda Tadao in das Lehen Tottori. Weil sein eigener Sohn noch zu jung war für die Übernahme des Lehens Okayama, folgte dessen Cousin nach, Tadaos Neffe, das war Ikeda Mitsumasa (1609–1682, regierte 1632–1672), der seit 1617 das Lehen Tottori besessen hatte und dieses nun dafür freigab. Von den Ikeda-Daimyos ist insbesondere dieser fünfte Daimyo des Lehens hervorhebenswert, Ikeda Mitsumasa, der einer der größten Daimyos des Lehens war und durch seine politischen Reformen die Grundlage der zukünftigen Entwicklung der Stadt Okayama schuf.
- Auch der sechste Daimyo, Ikeda Tsunamasa (1638–1714, regierte 1672–1714), war ein sehr fähiger Herrscher, der die Landwirtschaft ertragreicher machte, Maßnahmen zur Wasser- und insbesondere Überflutungsregulierung ergriff und neue Reisfelder anlegen ließ. Dieser war es auch, der den Garten Koraku-en auf der anderen Flussseite anlegte.
- Dann folgten aufeinander die Daimyos Ikeda Tsugumasa (1702–1776, regierte 1714–1752), Ikeda Munemasa (1727–1764, regierte 1752–1764), Ikeda Harumasa (1750–1819, regierte 1764–1794), Ikeda Narimasa (1773–1833, regierte 1794–1833), Ikeda Naritoshi (1811–1842, regierte 1833–1842), Ikeda Yoshimasa (1823–1893, regierte 1842–1863), Ikeda Mochimasa (1839–1899, regierte 1863–1868) und Ikeda Akimasa (1836–1903, regierte 1868–1871). Das Lehen Okayama blieb also die ganze Edo-Zeit hindurch bis zur Abschaffung des Feudalsystems 1871 in der Hand der Familie Ikeda; der letzte Feudalherr war Ikeda Akimasa. Danach ging das Lehen nach der Meiji-Restauration in der neu geschaffenen Präfektur Okayama auf.

## Layout der Burg

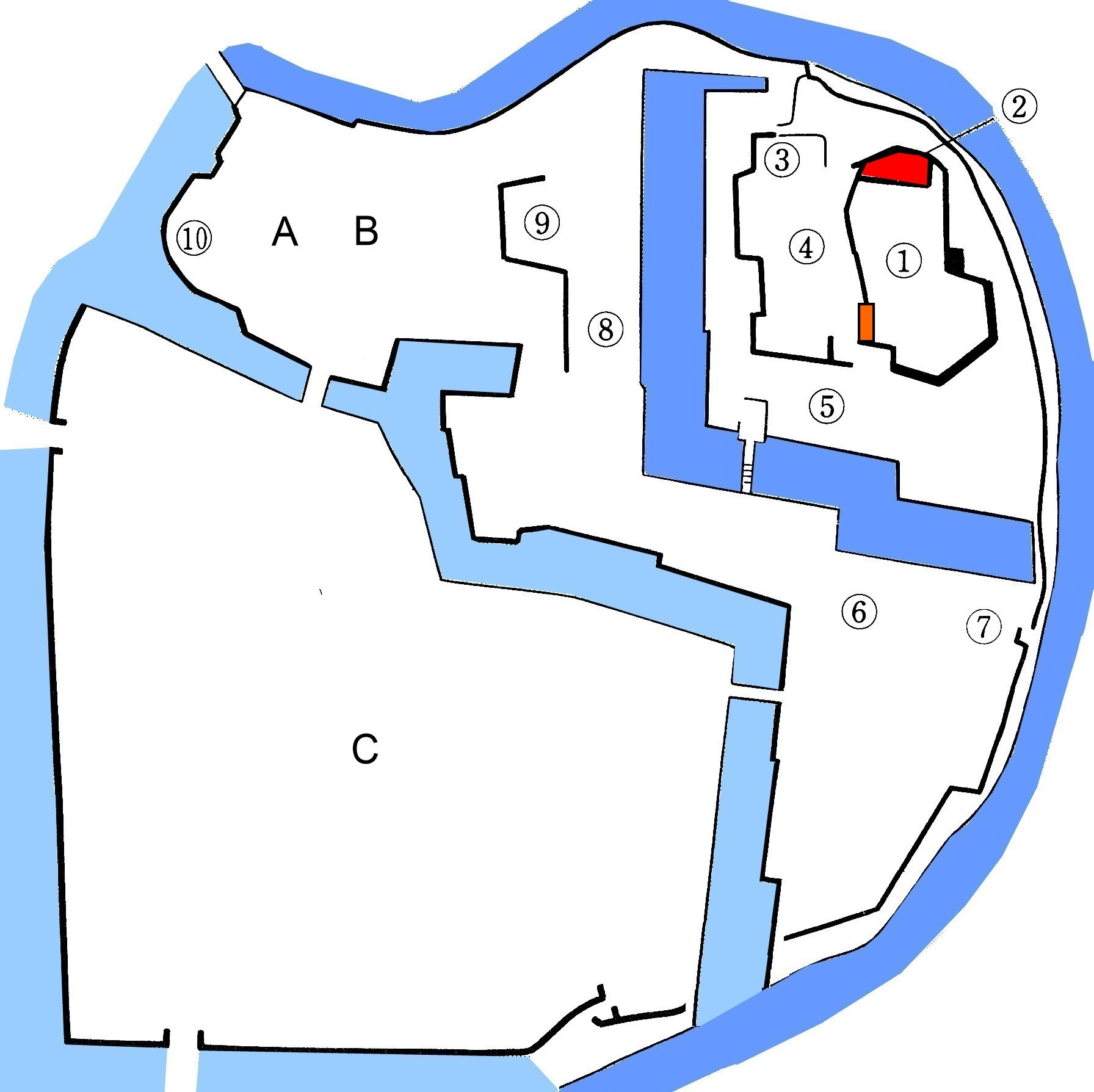
Plan der alten Burg (s. Text) Dunkelblau: Asahifluss und erhaltener Burggraben.

Die Burg wurde in einer Biegung des Flusses Asahigawa (旭川) angelegt. Es handelt sich um eine Burg, die auf einem Hügel begann und den ganzen Hügel in eine Befestigung umwandelt hat und dann in die angrenzende Flussebene hinauswuchs, also mit einer Burg vom Hirayama-jiro-Typ. Die Anlage ist komplex: Wenn man den Honmaru für sich betrachtet, können wir drei separate Bereiche unterscheiden, wovon zwei aneinander gebaut sind und ringsum von der dritten Einheit umgeben sind. Die Hauptkomponente (höchste Ebene, Hondan; 1) besitzt also seitlich anstoßende äußeren Komponenten (mittlere Ebene, Naka-no-dan; 4, und untere Ebene). Wenn man die gesamte Burgstadt betrachtet, bilden Honmaru, Ni-no-maru und San-no-maru eine von Westen und Südwesten her in Richtung Flussbiegung gestaffelte Abfolge, wie man sie beim Teikaku-shiki-Typ findet. Was wir heute noch sehen, ist nur den Honmaru-Bereich (本丸) mit dem inneren Graben (Uchi-bori).

## Honmaru
In den mittleren Bereich (Naka-no-dan; 4) führten zwei Tore mit dahinter liegenden Treppenanlagen, von Norden her das 1966 rekonstruierte Roka-mon (Korridor-Tor) und von Süden her das nicht rekonstruierte Kurogane-mon (Eisen-Tor). Das Tor Akazu-no-mon (orange) verbindet den innersten und höchstgelegenen (Hondan; 1) mit dem zweitinnersten, mittleren Bereich (Naka-no-dan; 4). Es wird als das „verschlossene Tor“ bezeichnet, weil es den Bereich des Burgherrn vom Verwaltungsbereich trennte und nur ein ganz begrenzter Personenkreis Zutritt zur östlichen Walleinheit hatte. Während der Edo-Zeit benutzte der Burgherr aus praktischen Gründen einen über das im Norden gelegene Roka-mon verlaufenden Korridor, um von der höchsten auf die mittlere Ebene zu gelangen.
Dieser Burgturmbereich war Teil des umgebenden inneren Bereiches (Hondan), der im Norden durch den Tsukimi-Wachturm (月見櫓; 3; Edo-zeitlich, ca. 1620 erbaut) geschützt wurde, einzig erhaltener Turm von einst mehreren, die entlang der unteren, der mittleren und der oberen Ebene angeordnet waren und die maximale Dichte im Westen und im Süden hatten. Untereinander waren die meist zweistöckigen Türme durch einstöckige, auf der Wallkrone verlaufende Tamon-yagura miteinander verbunden. An der Südwestecke des Naka-no-dan (4) springt nach außen das große Fundament für den Onando-yagura vor, den früher größten und dreistöckigen Eckturm. Die Überlieferung berichtet, dass dieser Turm einst in einer anderen Burg von Ukita Naoie stand, in der Burg Kameyama (Burg Numa), und dort abgebaut wurde, um hier installiert zu werden. Es war auf jeden Fall neben dem Hauptturm der mächtigste Turm der ganzen Anlage, wie man auch am Fundament nachvollziehen kann. Gleich dem Hauptturm war er schwarz verbrettert. In Friedenszeiten diente er als Verwaltungsarchiv. Dann folgt an der Westseite nach Norden eine nach innen gerückte Kurtine, dann springt wieder ein Mauerabschnitt nach außen vor, an dessen beiden Ecken einst der Inbe-yagura und der Sukikata-yagura standen.
Im mittleren Bereich standen die Verwaltungsgebäude (表書院, Omote shoin). Um die beiden mit hohen Ishigaki-Wällen geschützten Kernbereiche herum zog sich die Vorburg Shita-no-dambi kuruwa (下の段帯曲輪, 5), die ihrerseits durch einen breiten Graben (Uchi-bori, erhalten) geschützt war.
Ein weiteres Tor führte an der Ostseite von der höchsten Ebene bis herunter an den Fluss: Das ist das Rokujuuichigangiue-mon, dessen sperriger Name sich zusammensetzt aus Rokujuu = 60, ichi = 1, gangi = Stufen, ue = oberhalb von und mon = Tor, es ist also das Tor am oberen Ende von 61 Stufen. Die heute noch vorhandenen Stufen liegen unter dieser Zahl. So eine wenig geschützte Direktverbindung ist trotz der steilen Treppen und der sie überragenden Wälle eine ganz gefährdete Stelle, deshalb ist sie an der abgelegensten Stelle angelegt worden. Dennoch befand sich unten am Fuß der Treppe ein zusätzlicher Schutz durch ein Yagura-mon: der von unten gesehene links der Treppe vorgezogene, rechteckige Wall bildete den Unterbau auf der Außenseite, und die Innenseite lehnte sich an den hohen Ishigaki-Wall rechts der Treppe an.

## Hauptturm
Im innersten geschützten Bereich, dem Burgturmbereich (Hondan, 1), steht auf dem steinernen Sockel (天守曲輪, Tenshu-kuruwa) der 1966 rekonstruierte Burgturm (天守閣, Tenshukaku; 2, rot). Der Burgturm hat oberhalb des Sockels sechs Stockwerke, die in der Außenansicht zu fünf Dachebenen zusammengefasst sind. Der 21 m hohe Tenshu ist von einzigartigem Aufbau, denn dem langgestreckten Unterbau mit fünfeckigen Grundriss und mit Irimoya-Dach auf dem zweiten Geschoss ist mittig der quadratische Wachturm eingefügt. Prinzipiell entspricht er dem Borogata-Typus. Typisch für das äußere Aussehen ist die Verkleidung mit schwarz lackierter Verbretterung (shitami-ita), die ähnlich bei den zeitähnlichen Burgen Azuchi und Osaka angebracht war. Wegen dieser schwarzen Farbe erhielt die Burg Okayama den Spitznamen „Krähenburg (U-jō)“, alternativ „Karasu-jō“. Bei Ausgrabungen hat man vergoldete Dachziegel gefunden. Das war für die Hauptburg eines mächtigen Lehensinhabers unter der Regierung des Reichseinigers Toyotomi Hideyoshi eine selbstbewusste Repräsentation, und bei der Rekonstruktion hat man einzelne exponierte Elemente der Dachziegel, wie die firstendständigen Shachi, die Onigawara mit dem Wappen von Toyotomi Hideyoshi und die runden Endplatten der traufständigen untersten Dachziegelreihe mit dem gleichen Kiri-mon (Paulownien-Blütenstand mit Blättern) wieder vergoldet. Deshalb wurde der Spitzname der Burg zu „Kin-u-jō“ erweitert, goldene Krähenburg.

## Der äußere Bereiche der Burg
Der innere Bereich (Honmaru) wurde im Norden und Osten durch den Fluss, im Süden und Westen durch den inneren Graben (Uchi-bori) und anschließend durch den zweiten Burgbereich, den Ni-no-maru (二の丸) geschützt. Im südlichen Teil des Ni-no-maru schützte die Südost-Vorburg (東南曲輪, Tōnan kuruwa; 6), von der aus ein kleines Tor (下水の手門, Gesui no temon; 7) über den Fluss nach außen führte. Vor einer Schutzmauer war weiter westlich der West-Vorbereich (Nishi-no-kuruwa; B) und das Nishi-no-maru (西の丸; A) angelegt. Den Abschluss bildete der Nishite-Wachturm (西手櫓, Nishite-yagura; 10) an der Westmauer.
Weiter gehörte zur Burg im Südwesten, durch einen Graben getrennt, ein Burgbezirk (C) für die engsten Gefolgsleute. – Auf der anderen Seite des Flusses befindet sich der große und bekannte Wandelgarten Kōraku-en, der zur Burg gehörte.
Mit der Westausdehnung der Burganlage wurde auch der Hügel Ishiyama einbezogen, auf dem der Vater des Burgerbauers seinerzeit die erste Burg errichtet hatte. Dieser mitten im Ni-no-maru stehende Hügel wurde komplett umgestaltet und hatte danach das Aussehens einer erhöhten, an drei Seiten mit Ishigaki-Wällen umgebenen Stellung, die rückwärtig offen war (8). Sie ist heute noch erhalten.

## Die Burg heute
Sämtliche Wälle und Gräben des Honmaru-Bereiches sind gut erhalten. Die Wachtürme sind bis auf einen einzigen innerhalb des Honmaru und einen weiteren außerhalb verloren gegangen, ebenso die Palastanlagen und Tore. Der bis dahin original erhaltene Hauptturm (Tenshu-kaku) wurde im Zweiten Weltkrieg zerstört, als die Stadt in der Nacht vom 28. auf den 29. Juni 1945 von 138 B-29 bombardiert wurde. Der Burgturm wurde jedoch im Jahre 1966 mit einem Kern aus Stahlbeton wieder aufgebaut, ebenso das Roka-mon und das Akazu-no-mon, die aber bereits zur Meiji-Zeit abgebrochen worden waren. Die originalen Fundamentsteine des Tenshu-kaku wurden in gleicher Anordnung im südlichen Teil des parkartig gestalteten innersten Bereiches ausgelegt. Original erhalten sind fast alle steinverkleideten Wälle der Burg und der innere Wassergraben (Uchi-bori). Vor 1945 war als vierte originale Struktur noch das Tor Ishiyama-mon im Außenbereich erhalten, das wurde ebenfalls 1945 zerstört und ist seitdem nicht wieder aufgebaut worden.
Von den äußeren Bereichen, Ni-no-maru, Nishi-no-maru, Ishiyama-kuruwa (8) und San-no-maru haben sich nur wenige Mauerzüge erhalten; ein Sumi-yagura ist unweit der Okayama Symphony Hall an der Ostseite der Joka-suji zu finden (Nishi-no-maru-nishite-yagura). Rings um das Gelände der ehemaligen Uchiyamashita-Grundschule sind weitere Mauerzüge und eine Toranlage erhalten. Ein weiteres Teilstück der Wälle des Nishinomaru ist in der Straßenbiegung der Ujo-michi zu finden, schräg gegenüber vom Ishiyama-Park. Von der Wallanlage Ishiyama-kuruwa ist noch ein dreiseitiges Teilstück von insgesamt 160 m Länge erhalten und über mehrere Parkplätze zugänglich. Zwischen der Ujo-michi und der Okayama Präfektur-Bibliothek ist ein gemauerter Wall mit endständigem Turmfundament zu finden, nahe der Kreuzung mit der Kencho-dori, insgesamt 60 m. In der Nähe des Hayashibara Kunstmuseums ist eine Wallecke an einer Straßenkreuzung im Südwesten des Museumsgartens erhalten, insgesamt 110 m Länge mit mehrfach abgeknicktem Verlauf.

## Bilder

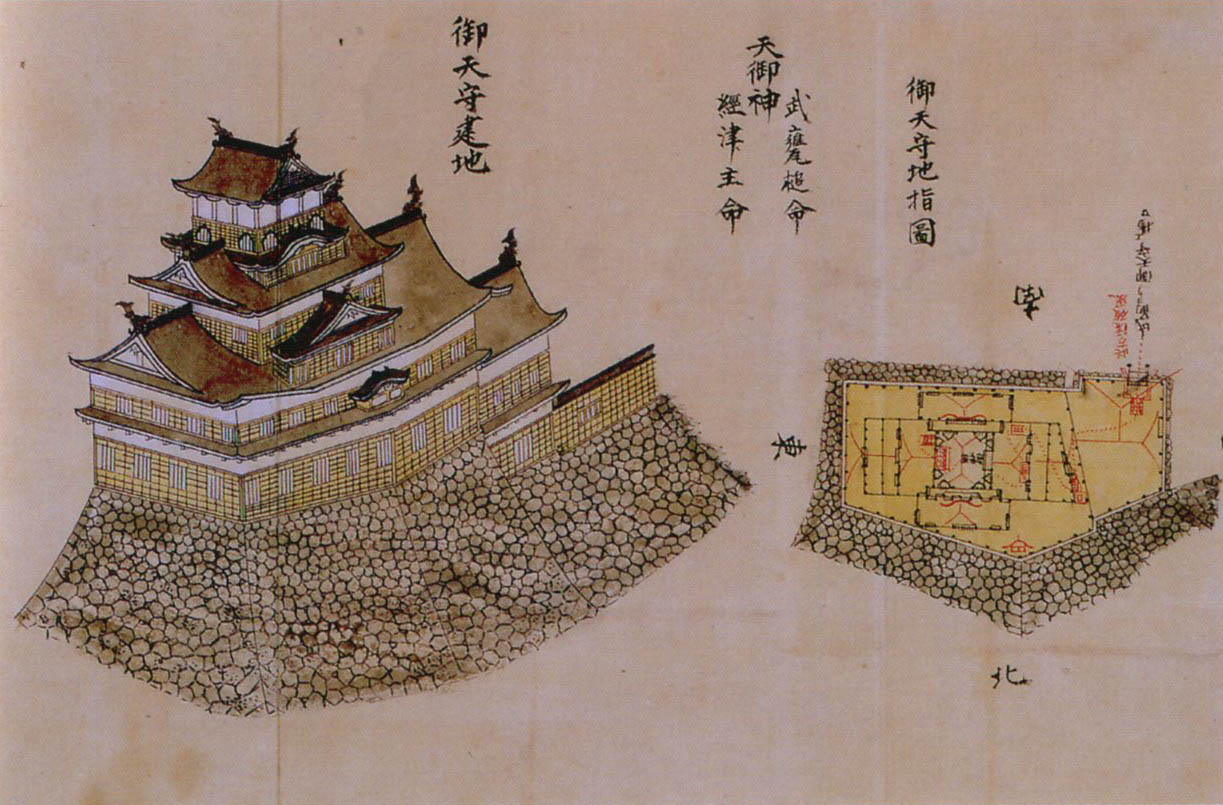
Historische Darstellung
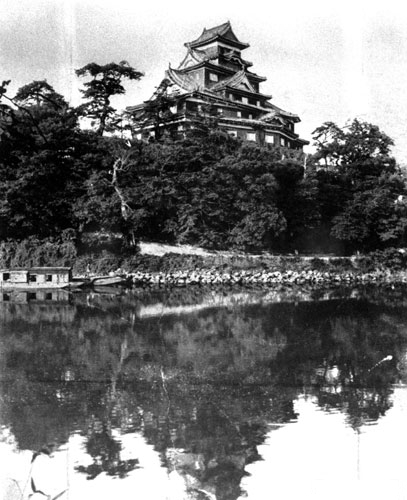
1934
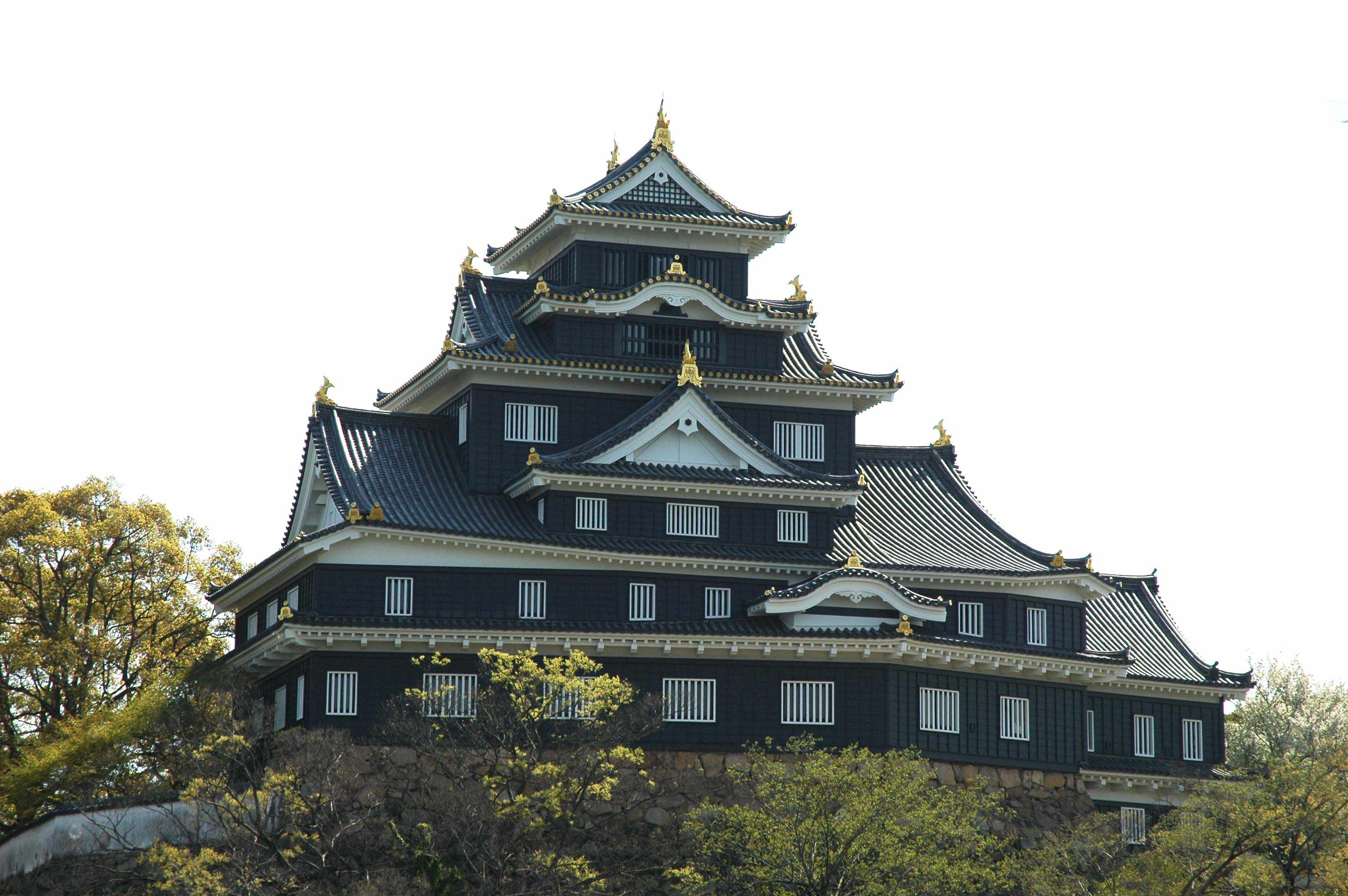
2005
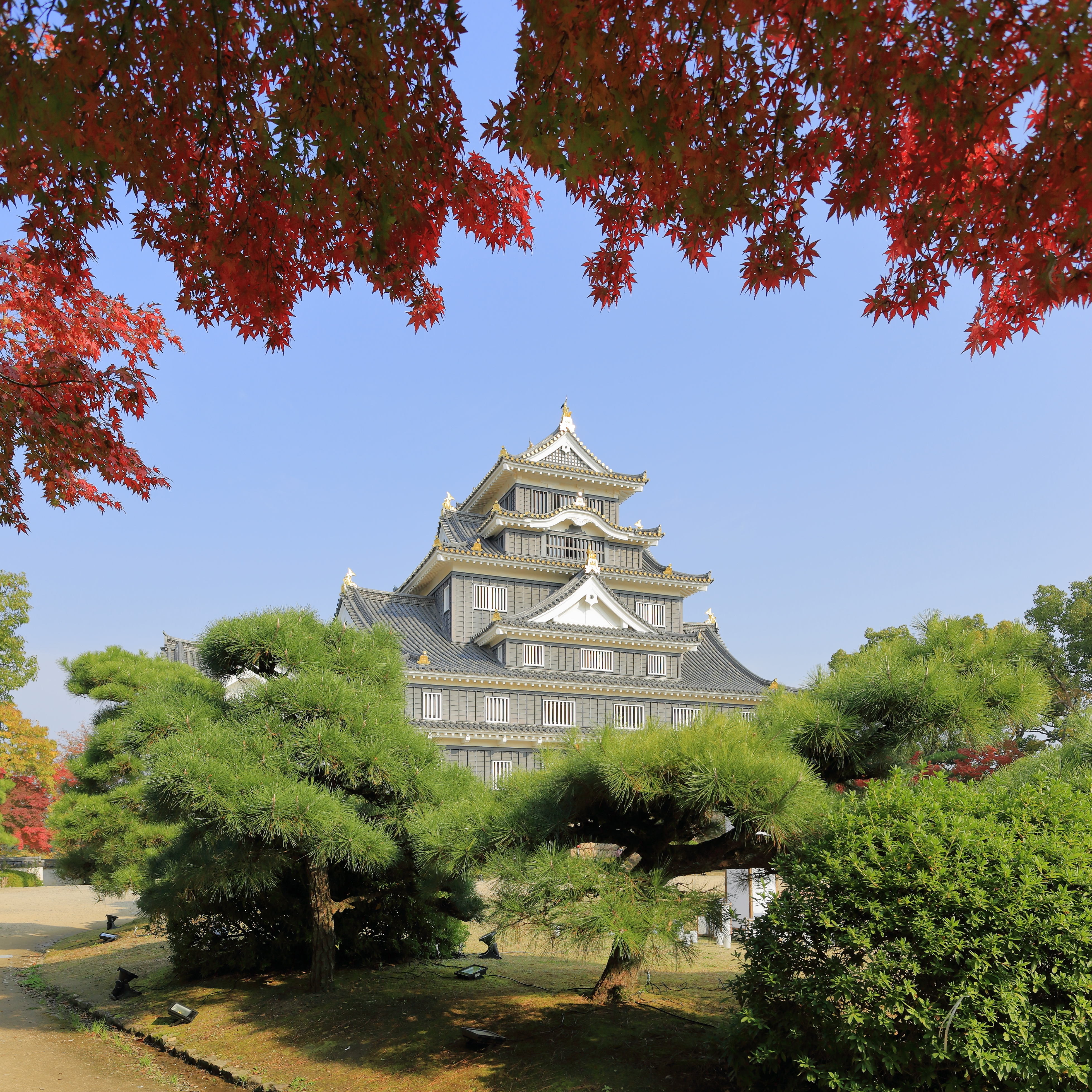
2016
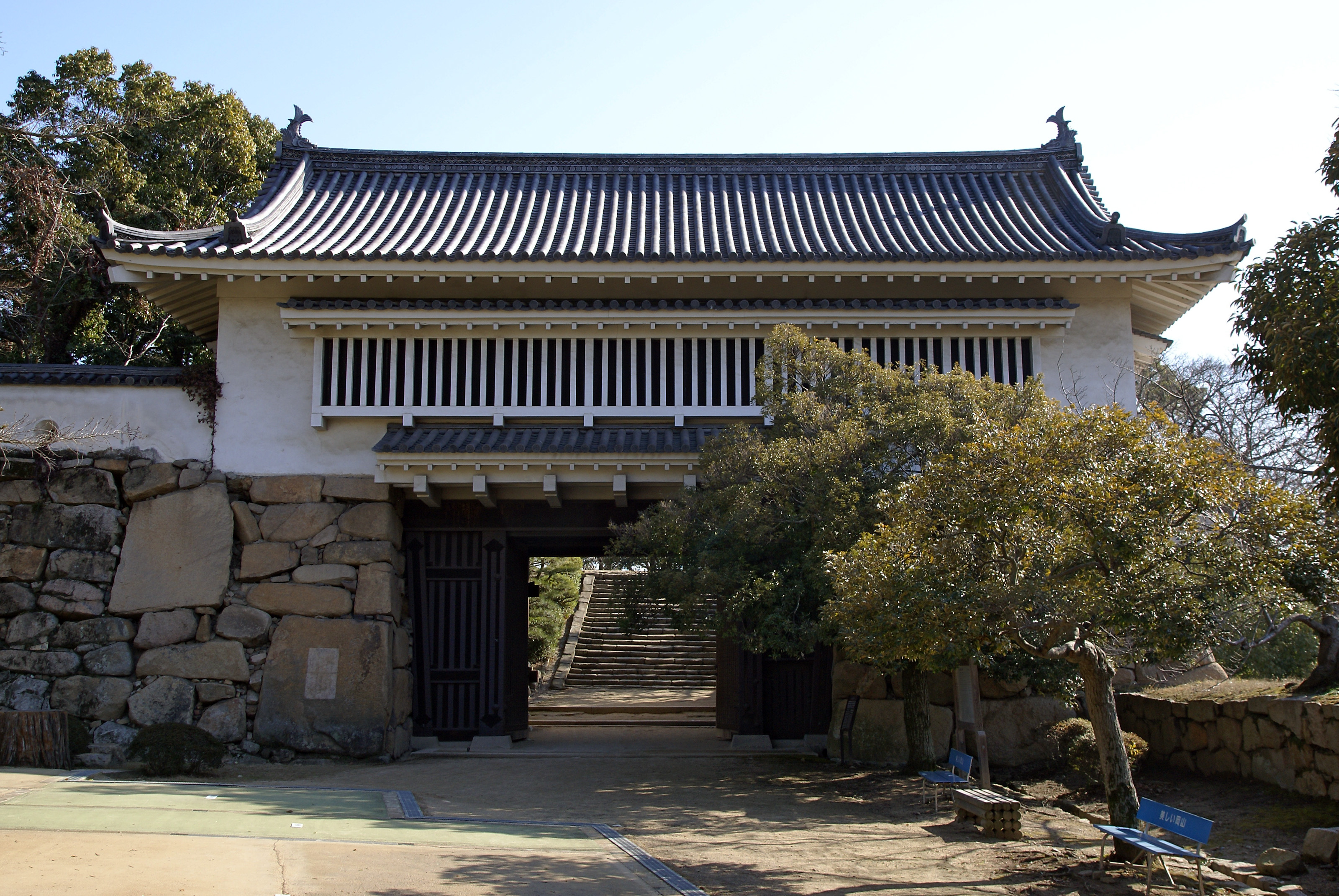
Das Tor Akazu-no-mon